# Корони
Коро́ни (греч. Κορώνη) — малый город в Греции, на северо-западном побережье залива Месиниакос Ионического моря на юго-западной оконечности Пелопоннеса к северо-западу от мыса Акритас (Ακρίτας). Расположен на высоте 20 метров над уровнем моря, в 204 километрах к юго-западу от Афин, в 31 километре к юго-западу от города Каламаты и в 30 километрах к юго-западу от аэропорта «Капитан-Василис-Констандакопулос». Входит в общину (дим) Пилос-Нестор в периферийной единице Месинии в периферии Пелопоннес. Население 1397 жителей по данным переписи 2011 года.
В период венецианского и турецкого владычества был известен под названием Корона (лат. Corone). Город расположен на холме ниже величественной венецианской крепости и доходит до края пропасти. Корони является крупным морским курортом. В городе родился выдающийся греческий писатель и философ Яннис Камбисис (1872—1901).

## История
Город был основан в древние времена. По Павсанию город Корона получил название от Коронеи в Беотии или от греч. κορώνη «ворона», потому что в котловане под фундамент стены была найдена медная ворона. Павсаний и Страбон описывали местоположение Короны на месте современного Петалидиона, города в нескольких километрах от Корони. Павсаний также писал о наличии храмов Артемиды Пайдотрофы, Диониса и Асклепия, а на площади — мраморных статуй Асклепия и Диониса и медной статуи Зевса Сотера.
В VI—VII веках нашей эры византийцы построили крепость на месте акрополя древнего города Асины. В VII—VIII веках сюда переселились жители Короны, основав современный город. Впервые епархия города упоминается в труде Notitiae Episcopatuum византийского императора Льва VI, в котором епархия упомянута суффраганом престола Патры. Сохранившиеся свитки дают имена некоторых из греческих епископов.
Вскоре после завоевания Ромейской империи крестоносцами город, как и другие пункты на побережье, в 1209 году договору с Жоффруа I де Виллардуэном перешёл от Ахейского княжества в руки венецианцев. В 1500 году захвачен турецким султаном Баязидом II. В 1532 году генуэзский адмирал Андреа Дориа захватил Корону. В 1533 году началась осада Корона войсками под командованием турецкого адмирала Хайреддина Барбароссы. В 1534 году Корон был захвачен турками. В 1685 году после успешной осады был возвращён венецианцами, и в 1688—1715 годах город входил в их так называемое Королевство Морея, был административным центром района Корона в провинции Наварино. В 1715 году снова отошёл к Османской империи во время турецко-венецианской войны.
Был освобожден от турок в 1828 году французами под командованием Николя Жозефа Мезона и стал частью королевства Греция, созданного в 1832 году.

## Запуск ракет
Между 1966 и 1989 годами недалеко от города была построена площадка для запуска зондирующих ракет. Первый запуск из Корони был произведён 20 мая 1966 года для исследования полного солнечного затмения. Эти ракеты достигали высоты в 114 километров. С 1972 по 1989 год оттуда было запущено несколько советских метеорологических ракет серии М-100. Они достигали высоты в 95 км. Всего был произведён 371 пуск ракет.

## Сообщество Корони
В общинное сообщество Корони входит деревня Рион. Население 1409 жителей по переписи 2011 года. Площадь 6,475 квадратного километра.
| Населённый пункт | Население (2011), человек |
| ---------------- | ------------------------- |
| Корони           | 1397                      |
| Рион             | 12                        |

## Население
| Год  | Население, человек |
| ---- | ------------------ |
| 1991 | 1676               |
| 2001 | 1567               |
| 2011 | ↘ 1397             |